# 田川欣哉
田川 欣哉（たがわ きんや、1976年 - ）は、日本のデザインエンジニア。Takram代表。東京大学特任教授。英国ロイヤル・カレッジ・オブ・アート名誉フェロー。

## プロフィール
1976年生まれ。東京大学工学部機械情報工学科在籍中にプロダクトデザイナーの山中俊治と出会い、デザインの世界に足を踏み入れる。1999年東京大学を卒業後、ロンドンのロイヤル・カレッジ・オブ・アートのインダストリアル・デザイン・エンジニアリング学科の修士課程に留学。エンジニアに対するデザイン教育を受ける。
2001年、修士課程修了後、日本に帰国し山中俊治率いるリーディング・エッジ・デザインに参加。山中のもとで5年間、デザインの実務経験を積む。2006年、Takramを共同設立。以来、デザインとエンジニアリングをハイブリッドに掛け合わせたプロジェクトを多く手がける。東京・ロンドン・ニューヨーク・上海にスタジオを構え、総勢70名のメンバーを率いる。
これまで、グッドデザイン賞、コクヨデザインアワード、ダイソンデザインアワード、D&AD Awardsなどの審査員を歴任。経済産業省・特許庁の「デザイン経営」宣言の作成にコアメンバーとして関わった。経済産業省産業競争力とデザインを考える研究会委員、経済産業省産業構造審議会知的財産分科会委員、外務省ジャパン・ハウス巡回企画展審査委員・日本デザイン振興会理事、ポケモン・ウィズ・ユー財団理事、東京大学総長室アドバイザーなどを歴任。2015年から英国ロイヤル・カレッジ・オブ・アートのイノベーション・デザイン・エンジニアリング学科で客員教授を務め、2018年に同校から名誉フェローを授与された。2025年から東京大学特任教授を務める。

## 主なプロジェクト・受賞
- CREATURESのリブランディング
- GLOBISのリブランディング
- 内閣府・帝国データバンク「V-RESAS」の設計・デザイン
- Jリーグのブランド構築サポート
- Preferred Robotics「Kachaka」のデザイン（コンセプト設計・プロダクトデザイン・UIUXデザイン・ブランドデザイン）
- 21_21 DESIGN SIGHT「マル秘展」のディレクション
- 羽田空港「POWER LOUNGE」の体験デザイン
- 清水エスパルスのリブランディング・クリエイティブディレクション
- メルカリ CXOアドバイザー（デザイン戦略策定・デザイン組織設計・ブランド構築）
- メルカリ ロゴマークリニューアル・CXOアドバイザー（デザイン戦略策定・デザイン組織設計・ブランド構築）
- トヨタ自動車「TOYOTA e-Palette Concept」のプレゼンテーションムービー制作
- ビッグデータビジュアライゼーションシステム「RESAS Prototype」の開発
  - グッドデザイン賞金賞
- TAMRON一眼レフ交換レンズのプロダクトデザイン
  - ドイツiF Design Award
  - ドイツ Reddot design award
- NHK Eテレ「ミミクリーズ」のアートディレクション
  - 日本賞 最優秀賞（幼児向けカテゴリー・総務大臣賞）
  - アメリカ国際フィルム・ビデオ祭 最優秀賞（教育部門）
  - グッドデザイン賞ベスト100
- レーザードローイングシステム「Afterglow」の開発
  - Microsoft Innovation Award 最優秀賞
- 日本語入力デバイス「tagtype Garage Kit」の開発
  - ニューヨーク近代美術館パーマネントコレクション

## テレビ出演
- TOKYO DESIGN WEEK
  - IMAGINEゲスト 田川欣哉（デザインエンジニア）前編[要出典]
  - 田川欣哉（デザインエンジニア）後編[要出典]
- NHK WORLD “DESIGN TALKS plus”「触角」
- NHK WORLD “DESIGN TALKS plus”「イノベーション」
- NHK「デザインミュージアムをデザインする」

## 著書・寄稿
- 『イノベーション・スキルセット－世界が求めるBTC型人材とその手引き』（大和書房、2019年）ISBN 9784479797036
- 『takram design engineering|デザイン・イノベーションの振り子』（LIXIL出版、2014年） ISBN 9784864800129
- 『ストーリー・ウィーヴィング』（ダイヤモンド社、2011年） ISBN 9784478016329